# Jasminum vietnamense
Jasminum vietnamense là loài thực vật có hoa thuộc chi Nhài trong họ Ô liu được mô tả khoa học lần đầu tiên năm 2016.
J. vietnamense được phát hiện tại tỉnh Quảng Nam, Việt Nam. Mẫu tiêu bản của loài này được thu thập tại ven bờ sông Thanh.